# Lee Altus
Pour les articles homonymes, voir Altus.
Lee Altus est un guitariste de thrash metal américain né le 13 mai 1966.

## Biographie
En 1984, il fonda le groupe Heathen qui sort deux albums (Breaking the Silence en 1987 et Victims of deception en 1991) avant leur séparation en 1992.
Pendant les années 1990, il fait partie, avec Darren Minter (un ancien membre de Heathen) de Die Krupps, un groupe allemand de metal industriel.
En 2001, Heathen se reforma et sortira un album en 2009. En 2005, en plus d'être guitariste de Heathen, il devient guitariste de Exodus.

## Avec Heathen
- Breaking the Silence (1987)
- Victims of Deception (1991)
- Recovered E.P) (2004)
- The Evolution of Chaos (2009)
- Empire of the blind (2020)

## Avec Exodus
- Shovel Headed Kill Machine (2005)
- The Atrocity Exhibition... Exhibit A (2007)
- Let There Be Blood (2008)
- Exhibit B: The Human Condition (2010)
- Persona non grata (2021)

## Avec Die Krupps
- II - The Final Option (1993)
- III - Odyssey of the Mind (1995)
- Paradise Now (1997)